# Евгений Сазонов
Евге́ний Сазо́нов — вымышленный «писатель, прозаик, литератор, эссенизатор», душелюб и людовед, который впервые появился в «Литературной газете» 4 января 1967 года, когда там стали публиковаться отрывки из его «романа века» под названием «Бурный поток». 

## История создания персонажа
Изначальным автором этого образа является один из основателей «Клуба „Двенадцать стульев“» (название 16-й полосы «ЛГ», единственной в газете, на которой публиковались сатирические и юмористические материалы), театральный режиссёр и драматург Марк Григорьевич Розовский. Виктор Перельман, бывший завотделом информации «ЛГ», в качестве автора «Евгения Сазонова» называет сотрудника редакции 16-й страницы Виталия Борисовича Резникова.

Потом мы решили создать некий персонаж типа Козьмы Пруткова, который бы олицетворял серость, пошлость, мнимую многозначительность и бесталанность среднеарифметического советского писателя-соцреалиста. Можно было бы придумать ему смешное имя — вроде Нила Литературкина или что-нибудь в этом роде, но потом решили, что имя у этого персонажа должно быть простым, как жизнь, как сама советская литература. <…> И пришел Марк Розовский и сказал:

— Фамилия ему предлагается — Евгений Сазонов. Простенько, но со вкусом. И это имя будет нарицательным. И роман он пишет не «Тихий Дон», а «Бурный поток». И никто не догадается. Вот начало этого романа века: «Шли годы. Смеркалось. В дверь кто-то постучал. — Кто там? — спросила Анна, не подозревая, что ее ждет впереди. (Продолжение следует)». А завтра я напишу продолжение. 

В целом же, Евгений Сазонов — это плод коллективного творчества сатириков «Литературки». По словам одного из администраторов клуба Виктора Веселовского, «…пишет он сам, но когда ему бывает трудно, на помощь приходит коллектив.<…> Поскольку пишет он сам, то, естественно, он сам и получает гонорар. Но, когда гонорар бывает слишком велик, на помощь приходит коллектив».

В течение десятилетий публиковались роман века «Бурный поток» (и сценарий по этому роману), прочие произведения (включая стихи), портрет, детали биографии, воспоминания «писателя», отрывки из его записной книжки и многое другое.

Евгений Сазонов создавался как аналог Козьмы Пруткова. В этом образе иронически обыгрывались некоторые типичные черты среднестатистического советского писателя — ложный пафос, претензии на эпический характер повествования («романы века», «романы-эпопеи», «масштабные полотна»), на знание человеческого характера и т. д.

— Уше-её-ел! — закричала Анна, и слёзы бурным потоком хлынули по её красивой обветренной голове.— Отрывки из романа «Бурный поток»
Однажды Евгений Сазонов был умерщвлён, с описанием поминок и похорон («… собрались… на покойника посмотреть, себя показать…»), а затем воскрешён. Ранее в таком же ключе был написан репортаж с его свадьбы («Свадьба века»): «Сегодня здесь, как написал бы Л.Толстой, „вся Москва“. Мелькают знакомые лица писателей, художников, актеров. Много, очень много творческой интеллигенции. Сначала среди всей этой творческой интеллигенции невозможно различить, кто же Сазонов. Но потом привыкаешь, начинаешь отличать одного от другого. У кого-то носки другой расцветки, кто-то пишет другой авторучкой…»

«Сазониада» вошла в первый сборник «Клуб 12 стульев» (1973), а также в 11-й том антологии сатиры и юмора России XX века, посвящённый «Клубу 12 стульев».

## Биография
Евгениq Сазонов Родился в 1936 году в городе Бараний Рог. Он родился в рубашке, и с той поры любит хорошо одеваться.

В двухлетнем возрасте проглотил пятикопеечную монету и с тех пор испытывал физическое отвращение к деньгам.
В 1954 году окончил десятилетку «с одной тройкой и двумя золотыми медалями. Первую золотую медаль он получил в барьерном беге на 100 метров, вторая оказалась серебряной. Затем, с 1956 по 1960 год, Евгений Сазонов четырежды не поступает в Литературный институт».
Родственники: дед — «старый кадровый подсобный рабочий», брат — художник, «тоже Евгений», автор картины со следующим сюжетом: «Необъятные просторы, посредине — трактор, за рулем Евгений читает свой „Бурный поток“, а вокруг, куда ни кинешь взгляд, колосится пшено».. Сын — Евгений Сазонов («Евгений Сазонов-сын», возможно, по аналогии с Александром Дюма-сыном).
С будущей женой Евгенией познакомился в парке культуры и отдыха. Они расписались в районном Дворце бракосочетаний 31 декабря 1968 года.
Одно из первых стихотворений —
«На окне стоит горшочек.

Распустился в нём цветочек.

Женя тоже как цветочек —

И у Жени есть горшочек»
 — Сазонов написал в три с половиной года.
На написание «романа века» «Бурный поток» Сазонов потратил две недели.
На вопрос «Какой сейчас у вас писатель самый модный?» Евгений Сазонов ответил так: «Если бы вы читали „Бурный поток“, то не задавали бы непродуманных вопросов».
За этот роман он получил Нобелевскую премию (аллюзия на получение Михаилом Шолоховым премии за роман «Тихий Дон»). Вместе с Сальвадором Дальбергом, Уседомом Воллином и Альфредом Вестлундом вошёл в состав временного правления Межпланетного Пен-клуба.

По дороге из Швеции посетил Люксембург, где встретился с графом Люксембургом, провел читательскую конференцию, встретился со студентами Люксембургского государственного университета имени графа Люксембурга, принял участие в футбольном матче, посетил конкурс красоты, а кроме того, ему, по его признанию, «приходилось активно посещать заведения под кричащим названием „Найт-клаб“ или ходить в кинематограф на какой-нибудь очередной секс-боевик. Жену же я специально оставлял ночевать в отеле». Как минимум трижды посетил Париж.
Перевёл «Божественную комедию» (в его варианте она стала называться «Божественная комедия, или Сущий ад») и пьесу «Идеальный муж» (в его варианте — «Идеальный мужик»).
Писал также стихи — среди прочего, создал либо «разработал» несколько новых поэтических жанров, как, например, «Раздумины», «Философемсы», «Тоники» (стихи, начинающиеся со слов «То не…») и др.
У Сазонова имеются также ученики, о которых он написал «творческий портрет» — это молодые поэты Вадим Угорелых, Владлен Замурский и поэтесса, работающая под псевдонимом Илья Топорищин: «„Я сегодня — это они завтра“, — сказал Маэстро, желая им доброго пути».
О встречах с Сазоновым «писали» Эрнест Хемингуэй (пародийный очерк называется «Сазонов и море»), Ираклий Андроников («Загадка Евг. С.»), Василий Шукшин («Живет такой парень — Сазонов»), Аркадий Райкин («Мой школьный товарищ — Женя»), Андрей Вознесенский («Люблю Сазонова») и Владимир Солоухин («С Сазоновым по грибы»).
Одну из глав «романа века» администратор «Клуба „12 стульев“» Виктор Веселовский прочитал в программе «Вокруг смеха».
По словам Веселовского, администрация клуба приняла решение «увековечить память» прославленного писателя — переименовать рыбу сазан в рыбу «сазон», художника Сезанна — в Сазонна, демисезонное пальто называть «демисазонным», экранизировать «Бурный поток» в двух сериях и считать эту киноленту «лучшим фильмом года», а весь тираж «романа века» пустить в качестве выигрышей денежно-вещевой лотереи.

## Высказывания о литературе
- «У нас любой может стать писателем. Здесь записаны адреса, фамилии и телефоны товарищей, большинство из которых являются писателями. Многие из них в своё время учились в средней школе. Я тоже пытался окончить школу, но родители усадили меня за роман века „Бурный поток“, и с юных лет мне пришлось познать горький хлеб писателя — людоведа и душелюба… Сейчас писателем стать легко. Просто надо чего-нибудь написать. Это раньше было трудно».[1]
- «Читатель должен любить писателя, просить у него автограф и активно покупать его художественные произведения. Писатели плохих книг не пишут. Если книгу издали, значит, она хорошая. А плохих книг у нас не издают, потому что они никому не нужны. Литературная критика должна оберегать писателя от читателей. Бывает, что иной читатель до того распояшется, что начинает не любить того или иного писателя, создающего художественные полотнища из прозы, поэзии и драматургии. Критик должен заставить читателя полюбить любое печатное слово».[1]

## Эпитеты, характеризующие Евгения Сазонова
- душелюб и людовед[2]
- афоризматик и эссенизатор
- «набившее оскомину замечательное имя»[1]
- «писатель, каких не было, нет и не надо»[1]
- «он мало видел, но много пишет»
- ферзелюб и пешкоед[25]

## Настоящие авторы
- Марк Розовский — создатель образа, автор романа века «Бурный поток»[26];
- Владимир Лифшиц, поэт;
- Владимир Волин, писатель, пародист — автор очерков «Современники о Сазонове», стихов Евгения Сазонова «Математизмы», «Академгородок „Клуба ДС“», «Мои литературные вкусы»[24] и др.;
- Владимир Владин (Вольфсон), писатель, автор пародий, рубрики «Рога и копыта», — автор очерка «Свадьба века» — о свадьбе Евгения Сазонова[9] и др.;
- Владимир Орлов, поэт[27];
- Вадим Левин, детский поэт, педагог — автор детских стихов Евгения Сазонова[28];
- Владлен Бахнов, поэт, журналист, драматург, сценарист — автор стихов Сазонова «Раздумины» («Раздумины о поэте и о его лирическом герое», «Раздумины о персональном Дантесе», «Импортные раздумины», «Раздумины с недомолвками», «Эх!»);
- Никита Богословский, композитор, дирижер и литератор — автор цикла стихов Сазонова «Парижские силуеты», а также цикла «Писательские пословицы и поговорки, записанные Евгением Сазоновым»;[29];
- Лев Щеглов, поэт[30];
- Андрей Кнышев, писатель, телеведущий — автор очерка «Настоящее рождалось вчера».[31]
- Григорий Крошин